# Арциз
Арци́з (МФА: [ɐrˈt͡sɪz] ( прослухати)) — місто в Україні, у Болградському районі Одеської області. Адміністративний центр Арцизької міської громади. Залізнична станція Арциз з 1913 року. Відстань до обласного центру становить 156 км і проходить автошляхом М15E87.

## Географія
У північній частині міста Балка Арцизька впадає у річку Чагу.

## Етимологія
Арциз отримав назву від французького міста Арсі-сюр-Об, тобто Арсі над Об, у Шампані, де 20-21 березня 1814 року відбулася битва при Арсі-сюр-Об.
Місто мало варіанти назви Арсис, Альт-Арсис, Арциз або Арсі-на-Чазі. Саме тут, «по ліву її сторону, на підошві гори», і було виділено близько п'яти тисяч десятин землі німецьким переселенцям. Подарувавши новоселам землю, звільнивши від податків і рекрутської повинності, держава полишила на вільний розсуд. Ставлення регламентаційних інстанцій чудово вкладалося в улюблену формулу головного начальника краю, герцога де Рішельє: «Дуже не регулюватимемо». Нікому і на гадку не спадало диктувати колоністам, що конкретно і коли вони повинні посіяти, як розпорядитися урожаєм, будь-якою аграрною продукцією. Саме тому дбайливі вюртембержці, мекленбуржці і т. д. миттю зуміли, що називається, на порожньому місці створити справжній райський сад.

## Історія
Місце заселяли в 1816 р., коли росіяни покликали на свої землі селитися німців, після приєднання Південної Бессарабії до Росії. Степові містечка, які засновані німцями-колоністами на Одещині у 1810—1830-х роках, отримували свої імена на спомин «перемог російської зброї», у наполеонівських війнах. Такі як Тарутине, Віттенберґ, Бородіно, Лейпциг, Фершампенуаз, Париж, Теплиця та інші.
Станом на 1886 рік у німецькій колонії, центрі Арцизької волості Аккерманського повіту Бессарабської губернії, мешкало 1503 особи, налічувалось 122 дворові господарства, існували молитовний будинок, поштова станція, крамниця, 2 заїзди, 2 їдальні, 2 трактири, 2 винарні, відбувались базари щодва тижні у вівторки.
Першими жителями Арцизу стали німці — колоністи з Варшавського герцогства. Їм були надані значні пільги: кожна родина отримала по 60 десятин землі, звільнення від податків на 50 років, а від рекрутської повинності — назавжди. Згодом Арциз став однією з найбагатших німецьких колоній. Швидкими темпами розвивалися землеробство і скотарство. Про арцизький базар знали навіть за межами Російської імперії. Звідси коней табунами відправляли до Франції, Туреччини, Польщі.
У 1844 році в Арцизі Самуелем Меске була заснована перша металообробна майстерня. Плуги, виготовлені там, дуже добре  і легко ходили по землі. Саме завдяки цьому кількість клієнтів постійно зростала і компанія прогресувала. На початку ХХ ст.майтерня вже стала фабрикою плушів із слюсарним, ковальським, ливарним, столярним та малярним відділами з власним освітленням. Почали випускати нові плуги Weischkorn — трилезові, прості, легкі в експлуатації. Хороший продаж цих плугів дав можливість втілити в життя план випуску дво-і трикорпусних плугів за власним проектом. Сталь високої якості отримували з Піттсбурга (США). З 1913 по 1914 рр. вдалося замовити і отримати 640 одиниць сталі для відвалів (самоочистників) зі Штатів. Товар прибував на залізничний вокзал Лейпцига (Серпневе).
У 1914 році розпочалася війна. Я. Меске (власник) був змушений служити в армії.бізнес зупинився. У 1917 році, повернувшись з війни, йому довелося починати знову. Придбали нові верстати, преси та інші пристрої. Майстерня почала не тільки випускати, але й ремонтувати плуги, жатки та іншу с/г техніку. Освоїли випуск бурякокосилок, мотовилок, кукурудзяних сівалок. останні користувалися дуже великим попитом. В останні кілька років перед переселенням почали випускати також дискові сівалки.
Лихом для німецького населення Півдня України стали депортації, політичні репресії та цькування, які почалися в 1940-х роках і скалічили життя переважній частині населення, ліквідувавши прошарок справжніх господарів села з передовим агротехнічним досвідом колоністського землеволодіння.
Наприкінці XIX сторіччя Арциз приваблював багатьох ініціативних людей з північних районів України і Білорусі, зі Східної Польщі, з Молдавії та Румунії.
На початку 1918 року Арциз, як і вся Бессарабія, опинився під владою Румунії. 28 червня 1940 року румунський окупаційний режим змінився на радянський. Арциз став одним з районних центрів Ізмаїльської області.
З 1941 по 1944 роки Арциз окуповано німецько-румунськими військами. З 1944 року — відвойований радянськими військами.
У 1957 році Арциз був перетворений на селище міського типу (рішенням виконавчого комітету Одеської обласної Ради депутатів трудящих від 2 січня 1957 р.); 24 жовтня 1957 до його складу ввійшли село Чорноглинське (Червоно-Глинське, колишнє Брієни) та хутір Нагорний.
З 24 серпня 1991 року Арциз — в складі Незалежної України.
23 лютого 2016 року рішенням Арцизької міської ради, на виконання Закону України «Про засудження комуністичного і націонал соціалістичного (нацистського) тоталітарних режимів в Україні і заборону пропаганди їх символіки» в місті Арциз перейменовані деякі вулиці. Відтоді вулиці Арциза отримали нові назви:
| Стара назва          | Нова назва        | Стара назва           | Нова назва            |
| -------------------- | ----------------- | --------------------- | --------------------- |
| вул. Орджонікідзе    | вул. Соборна      | вул. Котовського      | вул. Очеретове        |
| вул. Ворошилова      | вул. Щаслива      | вул. Радянської Армії | вул. Покровська       |
| вул. Чапаєва         | вул. Європейська  | вул. Леніна           | вул. Трудова          |
| вул. Щорса           | вул. Аккерманська | вул. Калініна         | вул. Одеська          |
| вул. Кірова          | вул. Надрічна     | вул. Дзержинського    | вул. Преображенська   |
| вул. 40 років Жовтня | вул. Лугова       | вул. Колгоспна        | вул. Світла           |
| вул. Комсомольська   | вул. Бессарабська | провулок Радянський   | провулок Транспортний |

19 липня 2020 року, в ході адміністративно-територіальної реформи і ліквідації Арцизького району, місто увійшло до складу Болградського району.

## Символіка
Гербом міста є варязький геральдичний щит. Лелека символізує мир, добро, щастя; золота виноградна лоза — працьовитість жителів і плодючість землі; каміння — єдність різних національностей; залізнична колія — розвиток промисловості. Блакитний колір — то краса і велич, червоний — мужність, золотий — багатство і справедливість. Автори герба — Постолов Сергій Костянтинович і Коваль Володимир Федорович. Герб було затверджено рішенням виконавчого комітету Арцизької міської ради народних депутатів 19 квітня 1991 р.

## Промисловість та сільське господарство
Заводи: залізобетонних виробів, ливарно-механічний, машинобудівний; залізничне депо, електропідстанція Дубоссарської ГЕС; молочних виробів, хлібний, продовольчих товарів, м'ясокомбінат, винних виробів; 3 млини, 7 олійниць, 2 коптильні, 2 пекарні, елеватор.
У районі: виноградарство, посіви пшениці, соняшника, кукурудзи; розведення м'ясо-молочної худоби.

## Освіта та наука
3 середні, 1 восьмирічна школа, 1 школа робітничої молоді, 1 спортивна школа, Будинок культури, 2 бібліотеки.

## Населення
З роками збільшувався в Арцизі прошарок росіян, українців та молдаван. Переважно це були бідняки, які наймитували в господарствах колоністів, лише деякі займалися землеробством і кустарним промислом.
У 1859 році в Арцизі налічувалося 157 дворів (1521 житель).
| 1959   | 1970   | 1979   | 1989   | 2001   | 2016   | 2024    |
| ------ | ------ | ------ | ------ | ------ | ------ | ------- |
| 11 344 | 14 115 | 16 853 | 20 240 | 16 370 | 14 859 | ▬14 956 |

| українська мова | російська | болгарська | молдовська | циганська | гагаузька |
| --------------- | --------- | ---------- | ---------- | --------- | --------- |
| 22,57 %         | 66,51 %   | 7,90 %     | 1,48 %     | 0,47 %    | 0,41 %    |

| українці | росіяни | болгари | молдовани |
| -------- | ------- | ------- | --------- |
| 30 %     | 26 %    | 18 %    | 4 %       |

## Почесні жителі міста
| ПІБ                             | Дата народження | Дата присвоєння звання                          | Заслуги громадянина |
| Баранов Василь Сергійович       | 01.01.1924      | 1991                                            | За мужність та героїзм виявлені в роки Другої Світової Війни |
| Декаль Володимир Іванович       | 21.01.1925      | 1991                                            | За мужність та героїзм виявлені в роки ВВВ |
| Метьолкін Олександр Акімович    | 21.08.1924      | 1991                                            | За мужність та героїзм виявлені в роки Другої Світової Війни |
| Міхова Ніна Сергіївна           | 20.12.1917      | Рішення виконкому від 21.08.1995                | За багаторічну плідну працю, активну громадянську роботу та з нагоди 50-річчя Перемоги в Другій Світовій Війні |
| Запорожченко Ніна Сергіївна     | 07.01.1931      | Рішення виконкому №363 від 11.09.1996           | За багаторічну сумлінну працю, активну громадянську діяльність та з нагоди 180-річчя міста |
| Афанасьєв Володимир Миколайович | 01.03.1949      | Рішення виконкому №363 від 11.09.1996           | Директор художньої школи, вчитель вищої категорії, учасник міжнародних виставок |
| Еміль Херманн                   | 24.02.1906      | Рішення виконкому «363 від 11.09.1996           | Перший із іноземців, колишній мешканець Арцизу, кому присвоєно це почесне звання |
| Роберт Піат                     | 24.09.1922      | Рішення міської ради№284-ХХІІІ від 21.08.01     | За заслуги у встановленні дружніх стостунків між містами Арциз та французьким Арсі, з нагоди 185-річчя міста Арциз |
| Шварцман Олена Іванівна         | 23.04.1941      | Рішення міської ради №284-ХХХІІІ від 21.08.2001 | За активну громадську діяльність в напрямку відродження культурних традицій міста та з нагоди 185-річчя міста |
| Едвін Кельм                     | 08.08.1929      | Рішення міської ради №284-ХХХІІІ від 21.08.2001 | За активну діяльність у встановленні дружніх зв’язків між Німеччиною та Україною на рівні простих людей. Президент Федерації бессарабських німців у Німеччині. |
| Зігмунд Цибарт                  |                 | Рішення міської ради №284-ХХХІІІ від 21.08.2001 | За активну діяльність, в тому числі і благодійну, по встановленню дружніх зв’язків між колишніми та нинішними жителями Арцизу |
| Попов Анатолій Васильович       | 13.07.1960      | Рішення міської ради №363 від 11.08.2008        | За вагомий внесок у розвиток будівельної галузі та активну громадську діяльність |
| Бородина Ганна Омелянівна       | 15.12.1920      | Рішення міської ради №1770 від 30.07.2020       | За мужність та героїзм виявлені в роки Другої Світової Війни. Активну громадянську діяльність |
| Теравський Володимир Антонович  | 25.12.1935      | Рішення міської ради №1821 від 27.08.2010       | За високий професіоналізм, доросовісне ставлення до роботи активну життєву позицію |
| Стоянова Ганна Степанівна       | 14.04.1949      | Рішення міської ради №197 від 28.07.2011        | За вагомий внесок у розвиток освіти міста, за активну громадську діяльність по збереженню культури та історії рідного краю, забезпечення дружніх хв’язків з жителями Німеччини та Болгарії та з нагоди 195-рісся міста |
| Коваль Володимир Федорович      | 04.08.1952      | Рішення міської ради №781 від 09.08.2012        | За багаторічну плідну працю, за вагомий особистий внесок у створення та реалізацію кульутрно-мистецбкого проєкту «Буджак», герб міста Арциз, збереження і примноження національного культурного надбання, розвиток кращих традицій фотомистецтва в місті, активну громадську діяльність та з нагоди 60-річчя з Дня народження |
| Священник Генадій Мартинов      | 23.04.1969      | 2016                                            | |

## Економіка
- Маслосирзавод — побудований 1958 року в Арцизі, що випускав щорічно 5 тис. тонн продукції (нині закритий).
- Птахо-м'ясокомбінат з приймальним, відгодівельними, м'ясо-жировим цехами і потужним холодильником.
- Фабрики «Звільнений ткач» і промкомбінату.
- Виноробний завод — радгосп «Комсомолець» довів площу під виноградниками до 860 га і переробляє за добу 1 тис. тонн винограду.
- «Сільгосптехніки» — має свій механізований загін, потужні ремонтні майстерні, базу матеріально-технічного постачання, автопарк.
- «Міжколгоспбуд» — комбікормовий завод, винзавод, маслосирзавод, промкомбінат та побуткомбінат.
- АТП-15118 має в своєму розпорядженні 146 автомашин.
- «Укрводзалізобетон» — завод залізобетонних виробів тресту. Його колектив випускає вироби 50 найменувань − 100 тис. кубометрів збірного залізобетону на рік, а річний обсяг будівельно-монтажних робіт обчислюється 1,5 млн.грн. Підприємство успішно освоює випуск спірально-шовних труб діаметром 300 мм. На заводі працює 900 чоловік.

Інтенсифікації виробництва сприяло і злиття у 1973 році двох Арцизьких колгоспів в один — ім. Леніна.

## Транспорт
20 лютого 1941 року, напередодні 23-ї річниці Червоної армії, будівництво залізничної гілки, що з'єднала Ізмаїл з Одесою, було завершено (за рішенням радянського уряду 20 серпня 1940 року почалося спорудження 90-кілометрової залізничної лінії Арциз — Ізмаїл).
З 24 вересня 2016 року через Арциз щоденно курсує нічний швидкий пасажирський поїзд «Дунай», який сполучає місто з Одесою, Подільськом, Вінницею, Києвом, Ізмаїлом та Березином тощо.

## Мости
У 1940 році введено в експлуатацію 76-метровий пальовий міст через річку Когильник.

## Архітектура

### Пам'ятники та скульптури
- Пам'ятник Карлу Марксу демонтували 16.09.2022.[8]
- Кірха — вул. Соборна, Арциз, Одеська область, 68400.

### Арцизька євангелічно-лютеранська парафія (1899—1916)
Німці були дуже релігійними, тому у 1880 році німецькою громадою була збудована та введена в дію будівля кірхи (лютеранська церква). Вона розташована на місці, нині займаному будівлею районної бібліотеки. Цікавим є і той факт, що колоністи, як тільки встали на ноги, зміцнились, завели господарство та міцно закріпились на цій території вони одразу ж почали будівництво кірхи, на яке збирались кошти з усієї громади. Та коли вона була побудована, Арциз став ще й не тільки торговим центром регіону, а й релігійним, так як тут була побудована єдина кірха на весь тодішній Буджак.
 Будівлі 
За післявоєнний час невпізнанно змінився зовнішній вигляд Арциза. Розширилися межі села, збільшилася кількість населення. Тільки протягом 1950—1958 років побудовано 600 будинків. З'явилися 44 вулиці, забудовані новими будинками. У них тільки за останні десять років справили новосілля більше тисячі сімей. З появою заводу залізобетонних виробів на околиці міста виріс новий район з багатоповерховими будинками.
Нові житлові будинки в Арцизі побудовані з 1976 року. Одночасно тут були побудовані типова школа на 960 учнів, дитячий садок на 280 місць, ясла, магазин, побутові пункти.
У місті працюють універмаг, 46 продовольчих і промтоварних магазинів, 2 ресторани, 10 їдалень і кафе.

## Культура
Центром культурного життя Арциза став районний будинок культури. Тут демонструвалися кінофільми, організувався самодіяльний агітколектів. Тут працювали гуртки політграмоти, атеїстичний лекторій, гуртки художньої самодіяльності — хоровий, драматичний, танцювальний та інших, ансамбль народних інструментів. У січні 1945 року відкрився кінотеатр, придбані два кінопересувки. Діяла агіткультбригада. На обласному огляді художньої самодіяльності в 1947 році колектив Арцизький культармійців зайняв друге місце, а на республіканському — третє.
У приміщенні будинку культури розміщувалася і районна бібліотека. Працювали також бібліотеки в середній школі і парткабінет райкому партії. У їх фондах налічувалося 7845 примірників книг.
Більше тисячі жителів міста беруть активну участь в роботі гуртків художньої самодіяльності та різних студій, створених при районному будинку культури і п'яти клубах.
В парку культури і відпочинку ім. 40-річчя ВЛКСМ споруджений зелений театр на 1000 місць.
Цікаво організовує дозвілля школярів будинок юнацтва, де створено 18 різних гуртків і клубів.
У місті функціонують 2 бібліотеки.
У місті є стадіон.
Про Арциз складено багато віршів і пісень. Одна з них «Здравствуй, Арциз!» (слова Ольги Фоміної, музика Миколи Дімітрова), мабуть, найповніше відображає особливості міста.

## Знамениті уродженці
- Сергій Басов — український футболіст, захисник ФК «Олександрія».
- Сергій Батурін ( 2003 —  2024) — старший матрос Збройних сил України, учасник російсько-української війни[9].
- Віктор Далгер[de] — німецький інженер, винахідник, підприємець, покровитель мистецтва та науки.
- Додон Віталій Іванович (1976—2023) — сержант Збройних сил України, учасник російсько-української війни[10].
- Джуринський Віталій Олександрович — український бізнесмен.
- Доценко Анатолій Ігорович (1982—2015) — солдат Збройних Сил України, учасник російсько-української війни[11].
- Дудка Микола Миколайович (1980—2022) — військовослужбовець Збройних Сил України, учасник російсько-української війни (у 2020—2022 рр.).
- Вільгельм Каппель[de] — німецький селекціонер.
- Платонов Сергій Вікторович (1980—2018) — молодший сержант Збройних Сил України, учасник російсько-української війни[12].
- Бірюкова Ірина Олександрівна — генеральний директор Одеської національної наукової бібліотеки, заслужений працівник культури України.

За післявоєнний період 710 робітників, колгоспників, представників інтелігенції Арциза були нагороджені орденами і медалями, серед них орденом Леніна:
- Ченцов Ф. М. — залізничник машиніст.
- Городнік В. В.- черговий по депо.
- Норін М. С. — інженер депо.
- Зінчук І. Г. — ревізор руху.
- Івашкін А. А. — приймальник паровозів.
- Бахчеван Д. Г. — бригадир комплексної бригади «Міжколгоспбуду».
- Стоянов З. С. — токар районного об'єднання «Сільгосптехніки».
- Мордвинова М. А. — вчителька Арцизької середньої школи. Удостоєна Ордена Жовтневої Революції.

## Пов'язані з містом
- Чумаченко Євген Олександрович (1988—2020) — солдат Збройних сил України, учасник російсько-української війни.

## Місто-побратим
- Горішня Оряховиця, Болгарія (2025)[13]